# Labyrinth (miniserie)
Labyrinth is een tweedelige miniserie uit 2012 van de Duitse zender Sat.1. De serie werd geregisseerd door Christopher Smith. Het is een verfilming van het boek "Het Verloren Labyrint" van de Britse schrijfster Kate Mosse.

## Verhaal
In 2012 neemt de jonge lerares Alice Tanner als vrijwilligster deel aan een archeologische opgraving in de buurt van Carcassonne. Daar vindt ze in een grot twee skeletten en een ring. Nadat ze de ring aan haar vinger doet, krijgt ze een visioen. Ze waant zich in de middeleeuwen te zijn waar ze getuige is hoe heel wat mensen levend worden verbrand. Een van de slachtoffers spreekt Alice aan met de vraag haar te helpen met het veilig stellen van de drie boeken. De vrouw laat uitschijnen Alaïs Pelletier te zijn. Daarop wordt Alice met een zwaard neergestoken en komt ze in de grot terug bij de realiteit. Alice licht het team in over haar vondst. Omdat de ring niet kan worden gevonden, wordt Alice beticht van diefstal en dreigt uit het project te worden gezet. Sindsdien krijgt Alice nog regelmatig visioenen waarin ze Alaïs ziet en start ze een onderzoek. Verder waarschuwt een politieman haar over het gevaar van de grot en geeft hij haar de naam van Marie-Cecile de l'Oradore. De agent wordt niet veel later aangereden en sterft. Sindsdien vreest Alice voor haar eigen leven. Verder ontmoet ze Audric, een expert in de geschiedenis van Carcaconne.
Alaïs is een vrouw die in 1209 leefde in Carcassonne, een stad van de katharen. De stad werd toen aangevallen door leden van de Albigenzische Kruistochten. Deze kruistochten werden door de katholieke kerk en Franse koningen opgezet om Katharen te bekeren en ketters uit te moorden. Enkele dagen voor die aanval krijgt Alaïs van haar vader twee boeken en een ring met daarop een zegel van een labyrint. Volgens hem is er nog ergens een derde boek. Deze drie boeken en de ring leiden naar de Heilige Graal dewelke in geen geval gevonden mag worden en zeker niet door de katholieke kerk. Alaïs heeft nog een zus Oriane. Oriane is van mening dat haar vader niets om haar geeft en dat hij enkel aandacht schenkt aan Alaïs. Daarom wil ze de boeken en de ring in bezit krijgen. Later ontdekt Oriane dat ze een halfzus is van Alaïs. Ze blijkt verwekt te zijn door een andere man, maar om een schandaal te vermijden, werd dit stilgehouden.
Alaïs heeft een relatie met Guilhem du Mas en geraakt zwanger van hem. Ze verbreekt deze relatie nadat ze ontdekt dat hij haar met Oriane meermaals heeft bedrogen.
Carcassonne wordt veroverd door de kruisvaarders. Alaïs kan op het laatste nippertje nog ontsnappen met één boek. Daarbij neemt ze nog drie personen mee: haar dienstmeid Rixende, haar grootmoeder Esclarmonde en diens pleegzoon Sajhe. Ze vluchten naar Simeon, een familielid, die ver in de bergen woont. Tijdens de tocht overlijdt Esclarmonde ten gevolge van uitputting. Alaïs bevalt enkele maanden later van een dochter Bertrande. Rixende heeft een plan: ze verkleedt zich als Alaïs, gaat naar Oriane en smijt zich in het vuur waarbij ze een boek vashoudt. Zo hoopt ze dat Oriane van mening is dat het derde boek voorgoed is vernietigd. Haar plan lukt gedeeltelijk, maar Oriane verneemt via-via dat Alaïs zwanger was toen ze vertrok en is van mening dat haar kind het echte boek nog heeft. Daarop start ze een zoektocht. Enkele jaren later wordt hun schuilplaats gevonden. Simeon raakt levensgevaarlijk verwondt. Hij verklaart aan Alaïs dat hij de hoeder is van de Heilige Graal: dit is niet de drinkbeker van Jezus, maar een nog veel ouder geheim. De Heilige Graal kan het leven onnatuurlijk lang verlengen. Zelf is hij al enkele honderden jaren oud. Alaïs vlucht in een grot waar haar zus Oriane op haar wacht. Guilhem tracht haar te redden, maar wordt door Oriane neergestoken. Alaïs wordt door Oriane gedood en Oriane door Sajhe.
Alice achterhaalt dat Shelagh Mitglied, die de excavatie opzette, op zoek is naar de ring en de boeken. Zij blijkt lid te zijn van duistere sekte met aan het hoofd Marie-Cecile. Ook vindt Alice een stamboom waaruit ze afleidt een nakomelinge te zijn van Alaïs. Audric is in werkelijkheid Sahje. Audric verklaart dat Alice de nieuwe hoeder van de Heilige Graal is, maar dat ze zelf moet beslissen om deze taak op zich te nemen. In principe mag enkel een rechtstreekse bloedverwant van Alaïs dit tenzij de hoeder zelf iemand anders aanduidt.  Eenieder ander die de heilige plaats betreedt, zal op korte termijn sterven aan ouderdomsverschijnselen, wat uiteindelijk met Marie-Cecile gebeurt. Alice weigert de taak op zich te nemen, ook omdat Audric verklaarde dat het leven als hoeder enorm lang kan duren en eenzaam is. Zij start een relatie met Will Franklin.

## Productie
In maart 2011 kwam Variety met het bericht dat Ridley Scott de rechten had voor een verfilming van het boek Labyrinth van Kate Mosse. De productie is een samenwerking tussen Scotts Scott Free, Tandem Communications en Film Afrika Worldwide. Het draaiboek werd geschreven door Adrian Hodges. De serie werd geregisseerd door Christopher Smith. In oktober 2012 werd bekend dat de zender Sat.1 medewerking verleent aan de productie. Voor de serie werd een budget van 20 miljoen Amerikaanse dollar beschikbaar gesteld.
Er werd gefilmd in de restanten van de middeleeuwse stad Carcassonne in het zuidwesten van Frankrijk alsook in het Zuid-Afrikaanse Kaapstad.

## Rolverdeling
| Acteur                | Personage                 |
| --------------------- | ------------------------- |
| John Hurt             | Audric Baillard           |
| Sebastian Stan        | Will Franklin             |
| Jessica Brown Findlay | Alaïs Pelletier du Mas    |
| Vanessa Kirby         | Alice Tanner              |
| Tony Curran           | Guy D'Evreux              |
| Tom Felton            | Vicomte Trencavel         |
| John Lynch            | Simon de Montfort         |
| Janet Suzman          | Esclarmone                |
| Katie McGrath         | Oriane Congost            |
| Claudia Gerini        | Marie-Cecile de l'Oradore |
| Emun Elliott          | Guilhem du Mas            |
| Danny Keough          | Bertrand Pelletier        |
| Bernhard Schir        | Paul Authie               |
| Lena Dörrie           | Rixende                   |
| Erica Wessels         | Shelagh O'Donnell         |
| Patrick Rapold        | Yves Biau                 |
| Matthew Beard         | Sajhe                     |
| Gawn Grainger         | Simeon                    |
| Paul Hilton           | Francois                  |